# Straßenbahn Lörrach

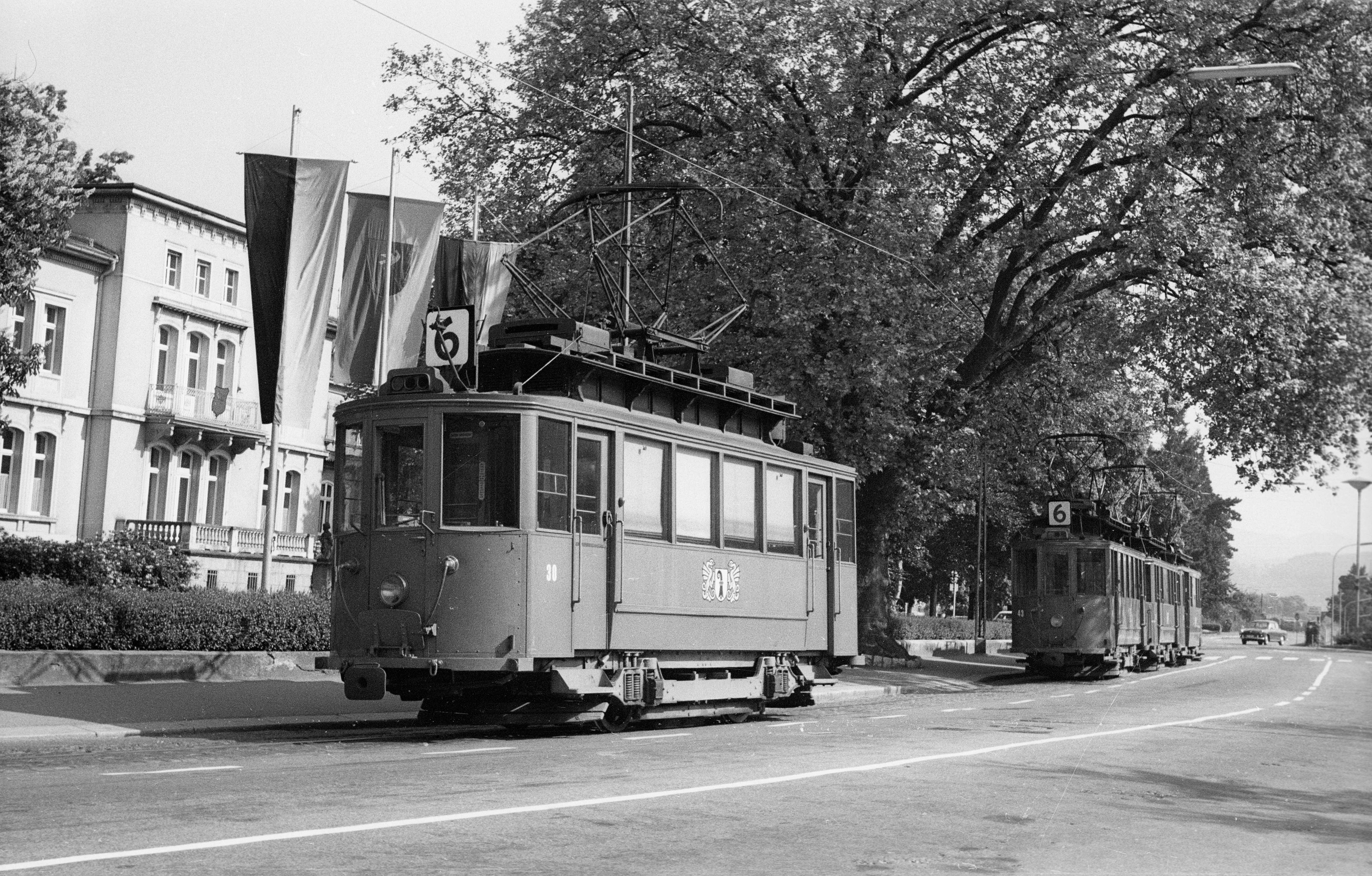
Tram Lörrach (1967) vor der Villa Favre

Die Straßenbahn Lörrach (St.B.L.) war ursprünglich ein Teil des Basler Straßenbahnnetzes in der südbadischen Kreisstadt Lörrach. Von 1919 bis 1967 bestand über die Schweizer Staatsgrenze hinweg Straßenbahnverkehr nach Deutschland. Verantwortlich war das gleichnamige Verkehrsunternehmen, ein kommunaler Eigenbetrieb der Stadt Lörrach.

## Strecke
| Streckenlänge: | 2,3 km              |                                       |                                       |
| Spurweite: | 1000 mm (Meterspur) |                                       |                                       |
| Stromsystem: | 600 Volt DC =       |                                       |                                       |
| |                     |                                       |                                       |
| \| \| \| Bahnhof 6 \| \| \| \| Marktplatz \| \| \| \| Baumgartnerstraße \| \| \| \| Schillerstraße früher: Imbachstraße \| \| \| \| Stetten \| \| \| \| Dammstraße früher: Schlageterstraße \| \| \| \| Bahnstrecke Weil am Rhein–Lörrach S 5 \| \| \| \| Staatsgrenze Deutschland / Schweiz \| \| \| \| Tram Basel nach Riehen 6 \| |                     |                                       |                                       |
| U-Bahn-Kopfbahnhof Streckenanfang (Strecke außer Betrieb) |                     | Bahnhof 6                             | Bahnhof 6                             |
| U-Bahn-Haltepunkt / Haltestelle (Strecke außer Betrieb) |                     | Marktplatz                            | Marktplatz                            |
| U-Bahn-Haltepunkt / Haltestelle (Strecke außer Betrieb) |                     | Baumgartnerstraße                     | Baumgartnerstraße                     |
| U-Bahn-Haltepunkt / Haltestelle (Strecke außer Betrieb) |                     | Schillerstraße früher: Imbachstraße   | Schillerstraße früher: Imbachstraße   |
| U-Bahn-Bahnhof (Strecke außer Betrieb) |                     | Stetten                               | Stetten                               |
| U-Bahn-Haltepunkt / Haltestelle (Strecke außer Betrieb) |                     | Dammstraße früher: Schlageterstraße   | Dammstraße früher: Schlageterstraße   |
| U-Bahn-Kreuzung mit Eisenbahn geradeaus unten (Strecke geradeaus außer Betrieb) |                     | Bahnstrecke Weil am Rhein–Lörrach S 5 | Bahnstrecke Weil am Rhein–Lörrach S 5 |
| U-Bahn-Grenze (Strecke außer Betrieb) |                     | Staatsgrenze Deutschland / Schweiz    | Staatsgrenze Deutschland / Schweiz    |
| U-Bahn-Strecke (außer Betrieb) |                     | Tram Basel nach Riehen 6              | Tram Basel nach Riehen 6              |

Die meterspurige Lörracher Straßenbahnstrecke war 2,3 Kilometer lang und verband den Lörracher Bahnhof mit der Schweizer Gemeinde Riehen. Auf deutschem Gebiet lagen insgesamt sechs Haltestellen.
Die Strecke begann am Bahnhof und verlief eingleisig bis zur Haltestelle „Marktplatz“, auf welchem sich eine Ausweiche befand. Nach dem Marktplatz führte sie über die Basler Straße zur Haltestelle „Baumgartnerstraße“ nördlich der Kreuzung zur Baumgartnerstraße. Die Streckenführung durch die Innenstadt war auf 500 Metern mangels Platz eingleisig, ab der Haltestelle „Baumgartnerstraße“ jedoch zweigleisig ausgeführt. Von dort verlief die Strecke weiter über die Basler Straße und die Haltestelle „Schillerstraße“ südlich des heutigen Verkehrskreisels vor den Stettener Bahnhof zur Haltestelle „Stetten“. Danach führte sie weiterhin über die Basler Straße zur Haltestelle „Dammstraße“ auf Höhe der Bahnstrecke Weil am Rhein–Lörrach, um danach an der Staatsgrenze in das Netz der Basler Verkehrs-Betriebe (BVB) überzugehen.

## Geschichte

### Planungen und Inbetriebnahme
Bereits im Jahr 1897 bemühte sich die Badische Landesregierung, mit der Stadt Basel eine Einigung über eine Konzession zur Errichtung und Betrieb eines Straßenbahnverkehrs zwischen Basel und Lörrach zu erzielen. Aufgrund verschiedenster Bedenken und Ansichten zogen sich die Verhandlungen in die Länge. Zu den größten Gegnern gehörten damals die Großherzoglich Badischen Staatseisenbahnen, die um die Wirtschaftlichkeit der zwischen Riehen und Lörrach fast parallel führenden Wiesentalbahn fürchteten. Ein weiterer Gegner war unter anderen die Gemeinde Riehen, die eine für eine Straßenbahnstrecke nach Basel nötige Verbreiterung der Lörracher Straße für unrentabel hielt.
Nachdem sich die verschiedenen Parteien einig wurden, konnte am 5. Februar 1907 ein Antrag für eine Konzession der Straßenbahnstrecke an die Badische Regierung gestellt werden, welchem am 22. April stattgegeben wurde. Schon im Mai wurde die neue Trasse für die Straßenbahn festgelegt und mit der Verbreiterung der Basler Straße begonnen. Knapp ein Jahr später wurde am 7. August 1908 mit der Strecke zwischen dem Badischen Bahnhof in Basel und dem Dorfkern in Riehen das erste Teilstück feierlich eröffnet.

Der schweizerische Grenzposten in Riehen im Ersten Weltkrieg. Die Schienen für den Straßenbahnbetrieb waren schon verlegt.

In nächster Nähe zur Grenze wurden auf deutscher Seite weiter die Grundlagen für eine Straßenbahntrasse geschaffen. Da von militärischer Seite aus eine niveaugleiche Kreuzung zwischen Straßen- und Staatsbahn nicht gestattet war, wurde 1909 für 168.000 Mark eine Eisenbahnüberführung für die Gartenbahn zwischen Weil am Rhein und Lörrach über die Basler Straße gebaut.
Bis zum Jahr 1911 war der Endpunkt der Strecke noch nicht bekannt. Man dachte über eine Weiterführung der Straßenbahn nach Tumringen oder sogar nach Rümmingen und weiter in das Kandertal nach. Ebenso wurde eine weitere Linie über Tumringen – Haagen – Hauingen – Brombach nach Lörrach evaluiert. Nachdem man sich über alle baulichen und finanziellen Details geeinigt und als Endpunkt den Lörracher Bahnhof beschlossen hatte, wurden am 28. Februar 1912 die endgültigen Pläne von der Regierung in Karlsruhe genehmigt.
Der Vertrag zwischen den Städten Basel und Lörrach wurde daraufhin am 30. Juni 1913 unterzeichnet. Auf der schweizerischen Seite wurde der Bau vom Riehener Dorf bis zur Grenze unverzüglich begonnen, so dass dieser 1,2 Kilometer lange Streckenteil am 1. Dezember 1914 in Betrieb genommen werden konnte. Der Baufortschritt auf der Lörracher Seite wurde durch den Ausbruch des Ersten Weltkrieges am 1. August 1914 gebremst. Durch die Umstellung auf die Kriegswirtschaft wurde der Bau der Straßenbahn stark beeinträchtigt und kam zeitweise zum Erliegen. Nach Kriegsende begann schließlich auch auf badischer Seite der Gleisbau.
Am 15. November 1919 wurde die Straßenbahn in Lörrach feierlich eröffnet. Allerdings verkehrte sie nur im Stadtgebiet von Lörrach. Wer nach Basel wollte, musste die Grenze zu Fuß überschreiten und auf Schweizer Gebiet die Anschlussbahn besteigen. Die Fahrzeuge und das Personal wurden von den damaligen Basler Strassenbahnen (B.St.B.) gestellt, die den Betrieb führten und eine Pacht an die Stadt Lörrach zahlten.

### Inflation und Weltkrieg
Die Hyperinflation in den Jahren 1922 und 1923 bereitete große Probleme und bremste den Betrieb der Straßenbahn. Der am 1. Juni 1923 festgelegte Preis für eine Fahrt von 500 Papiermark erreichte am 15. Oktober 1923 bereits den Wert von 20 Millionen Papiermark. Da sich das Basler Personal nicht im Stande sah, das nötige Wechselgeld zur Durchführung des Betriebs bereitzuhalten, wurde der Fahrpreis ab dem 21. Oktober 1923 in Schweizer Franken deklariert. Eine Fahrt kostete fortan 20 Rappen. Mit Einführung der Rentenmark wurde der Preis Anfang 1924 auf 20 Rappen, 16 Rentenpfennig beziehungsweise Reichspfennig oder 16 Milliarden Papiermark festgelegt.
Am 15. Mai 1926 konnte nach einer Normalisierung der wirtschaftlichen und politischen Verhältnisse endlich der ursprünglich geplante durchgehende Straßenbahnbetrieb zwischen Basel und Lörrach aufgenommen werden. Das Personal wurde jedoch an der Grenze weiterhin gewechselt. Durch den wirtschaftlichen Aufschwung und die neue attraktive Verbindung über die Grenze nahmen die Fahrgastzahlen stetig zu.
Nach der Machtergreifung der Nationalsozialisten im Januar 1933 verlor die grenzüberschreitende Straßenbahnverbindung stark an Attraktivität. Strengere Kontrollen und Bestimmungen behinderten den Verkehr, was zu einem Einbruch der Fahrgastzahlen führte. Die Basler Linie 6 blieb bis 1938 auf der Strecke von Lörrach über Basel Badischer Bahnhof nach Allschwil in Betrieb, wobei jedoch ab 1937 ein Personalwechsel an der Grenze stattfand. Ab 1938 wurde der Betrieb wieder an der Grenze unterbrochen und nur die Strecke zwischen Grenze und Hauptbahnhof bedient. Wegen Ausbruchs des Zweiten Weltkrieges am 1. September 1939 wurde die Grenze geschlossen, der innerstädtische Verkehr in Lörrach nicht mehr bedient und die Fahrzeuge zurück nach Basel überführt. Die Strecke wurde bis 1942 mit Omnibussen im Ersatzverkehr bedient.

### Zeit nach dem Zweiten Weltkrieg

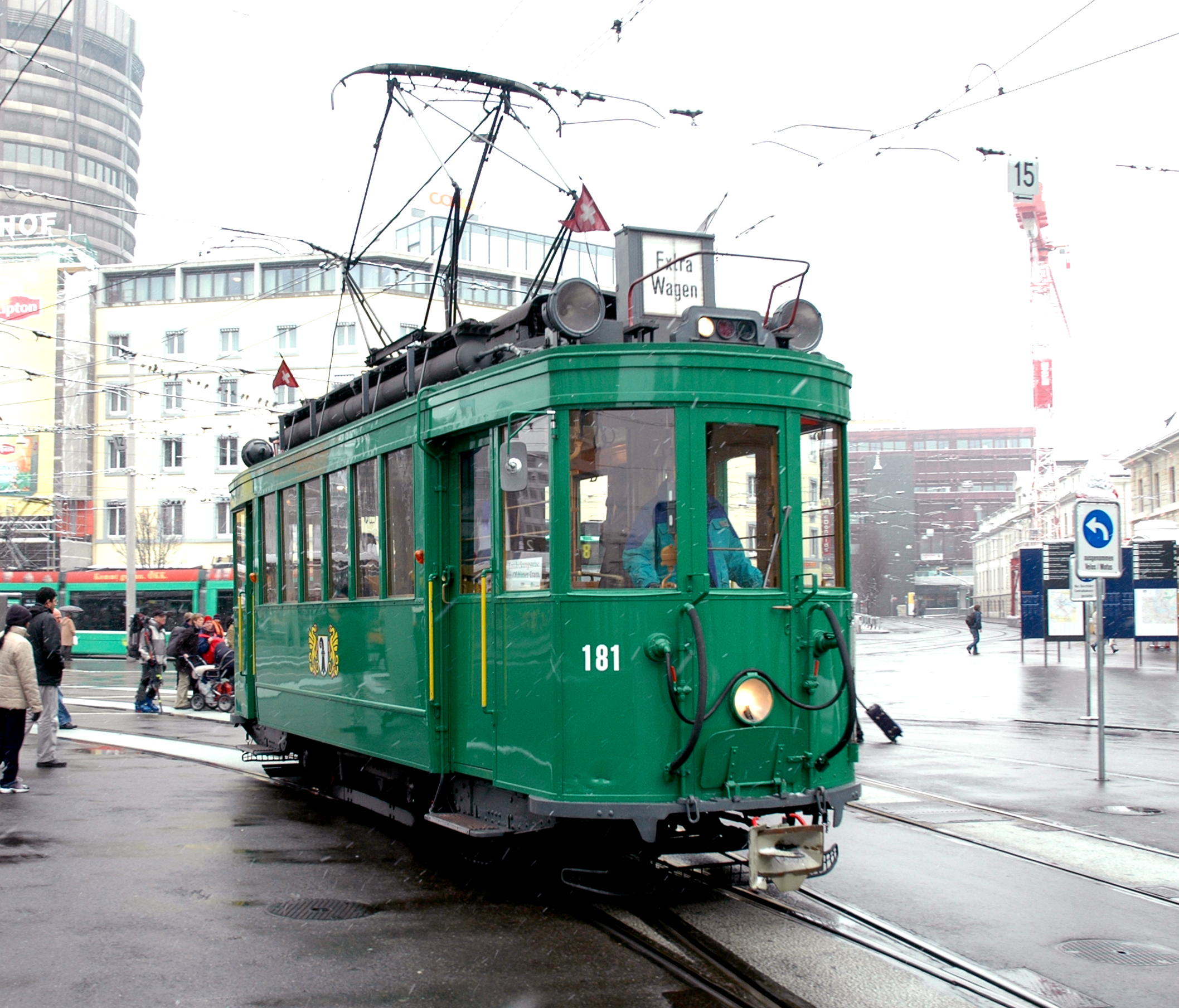
Die Ce 2/2-Triebwagen waren früher in Lörrach im Einsatz

Zwei Jahre nach dem Ende des Zweiten Weltkrieges wurde die Lörracher Straßenbahnstrecke ab dem 1. Juni 1947 wieder befahren. Gegenüber den Vorkriegsjahren gab es jedoch grundlegende Änderungen. Der Straßenbahnbetrieb wurde fortan wieder an der Grenze unterbrochen und die Lörracher Strecke somit vom restlichen Basler Netz getrennt. Der Betrieb in Lörrach wurde von dem seit 1946 Basler Verkehrs-Betriebe genannten Nachbarunternehmen an die Stadt Lörrach abgegeben. Lediglich die Triebwagen – ausschließlich Zweiachser des Typs Ce 2/2 der Baujahre 1900 und 1911/12 – waren angemietet. Die Stadt Lörrach stellte fortan das Personal und war für die Instandhaltung der Infrastruktur verantwortlich.
Zwischen Bahnhof und Grenze verkehrten die Triebwagen weiterhin als Linie 6, je nach Tageszeit in Abständen von vier bis zwanzig Minuten. Jenseits der Grenze begann die Basler Linie 6 in der Wendeschleife ihre Fahrt in Richtung Stadtzentrum, ab 1948 mit modernen Großraumwagen des Typs Be 4/4. Da diese als Einrichtungsfahrzeuge in Lörrach nicht wenden konnten, fanden planmäßige Fahrten über die Grenze nicht mehr statt. Die vorhandene Gleisverbindung diente nur noch der Überführung der Basler Fahrzeuge nach Lörrach, da dort keine Wagenhalle existierte. Normalerweise wurden nachts sechs Fahrzeuge auf einem Gleis vor dem Bahnhof abgestellt. Lediglich Reparatur- und Wartungsarbeiten wurden in Basel vorgenommen.
Erste Überlegungen einer möglichen Stilllegung der Straßenbahn gab es schon 1963. Durch Änderungen der Straßenbahn-Bau- und Betriebsordnung (BOStrab) in den Jahren 1960 und 1963 konnten die veralteten Fahrzeuge wegen ihrer hölzernen Aufbauten und fehlenden Magnetschienenbremsen nicht weiter in Deutschland zugelassen werden. Da die Basler Verkehrs-Betriebe für Lörrach keine neueren Fahrzeuge bereitstellen konnte, bediente man sich einer anderen Lösung, um den drohenden Konzessionsverlust und dadurch die Betriebseinstellung abzuwenden. Die Stadt Lörrach übertrug zum 1. Juli 1963 den technischen Betrieb der Straßenbahn an die Basler Verkehrs-Betriebe. Dadurch konnte die Straßenbahn anstatt mit der deutschen BOStrab, unter den Bestimmungen der Verordnung betreffend den Bau und Betrieb der schweizerischen Nebenbahnen vom 19.5.1929 betrieben werden.

### Stilllegung
Im Frühjahr 1967 wurde die Stilllegung wieder aktuell. Die Stadt hatte im Rahmen eines Generalverkehrsplanes ein Gutachten über den Nahverkehr erstellen lassen. Demnach hätte eine Erneuerung des Wagenparks und der sanierungsbedürftigen Strecke Investitionen in größerem Maße erfordert. Das Gutachten kam zu der Empfehlung,  den Straßenbahnbetrieb einzustellen und durch Omnibuslinien zu ersetzen. Zugleich plante die BVB die Umstellung ihrer Linie 6 auf neue Gelenkwagen in Einrichtungsbauweise, was die Anlage von Wendeschleifen erforderte. Auch die Wiederaufnahme der durchgehenden Verbindung bis Lörrach wurde in diesem Zusammenhang erwogen. Für eine Wendeschleife in Lörrach und die Gleiserneuerung wurden Kosten von rund 2 Mio. DM veranschlagt.

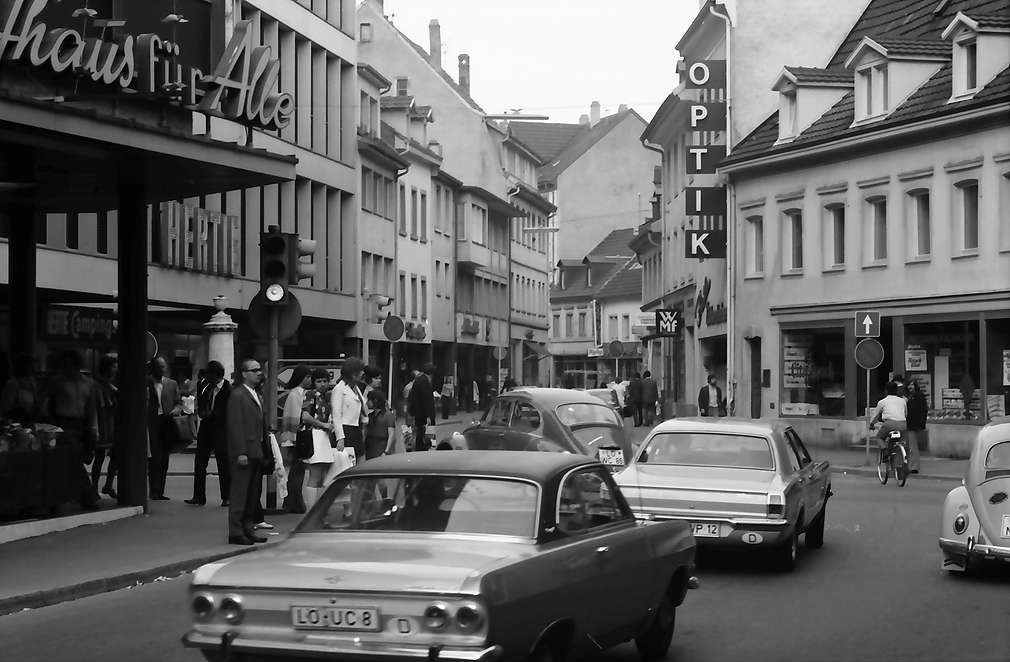
Auto-Verkehr nach Rückbau der Straßenbahn in der Turmstraße (1972)

Obwohl die Straßenbahn im letzten Betriebsjahr noch 35.000 DM Überschuss abwarf, dies im Gegensatz zu den meisten Straßenbahnen jener Zeit, beschloss die Stadt Lörrach, keine Finanzmittel für die Erneuerung der Strecke bereitzustellen. Nach geheimer Abstimmung am 8. Juni 1967 beschloss der Stadtrat entgegen der mehrheitlichen Meinung der Bevölkerung nach 48 Betriebsjahren den Straßenbahnverkehr ab dem 31. August 1967 einzustellen. Um 21:00 Uhr dieses Tages fuhren die letzten sechs in Lörrach eingesetzten Wagen über die Grenze.
Ab dem 1. September 1967 löste das neue Stadtbusnetz die Straßenbahn ab, welches durch einen konzessionierten Omnibusunternehmer betrieben wurde. Die ehemalige Linie 6 der Straßenbahn wurde in die Omnibuslinie 6 umgewandelt und vom Hauptbahnhof über die Nordstadt bis zur Homburgsiedlung erweitert. Das Stadtbusnetz inklusive dieser Linie wird mittlerweile in leicht abgeänderter Form von der Südwestdeutschen Verkehrs-Aktiengesellschaft (SWEG) betrieben.

## Überlegungen zur Reaktivierung

### 1979 bis 2018
Das „Bürgerbegehren Tram“ vom 6. Juli 1979, bei dem etwa 4.000 Stimmen abgegeben wurden und das die Wiederherstellung des Straßenbahnverkehrs zwischen Lörrach und Riehen forderte, verlief erfolglos.
Erst 2011 wurde eine Reaktivierung wieder öffentlich thematisiert. In diesem Zusammenhang wurde zuerst über eine Reaktivierung der 2,3 km langen historischen Trasse über die Basler Straße zum Hauptbahnhof nachgedacht. Da eine solche Strecke jedoch zu nah an der mittlerweile in die S-Bahn Basel integrierte Wiesentalbahn liegen würde, wurde kurz darauf eine alternative Strecke vorgeschlagen.

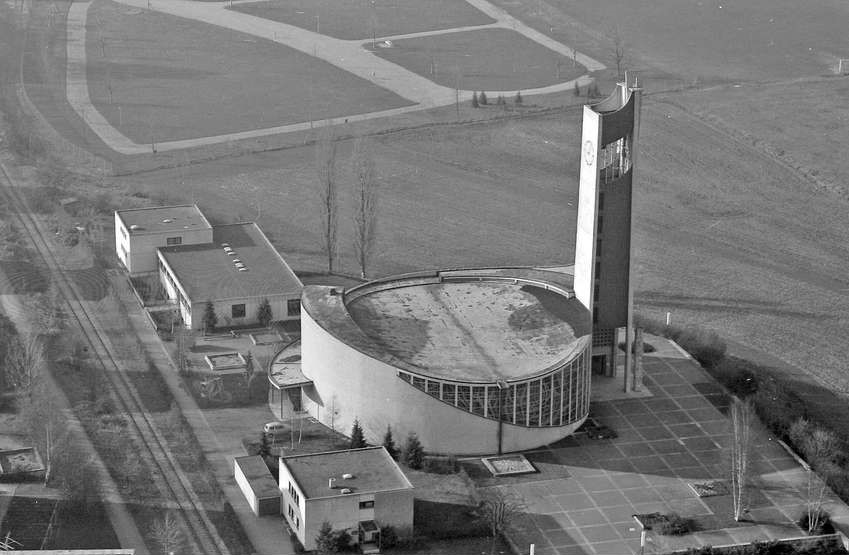
Die Güterbahn (links unten) entlang des Grütts 1974

Die neue Gleisführung würde westlich der Innenstadt auf der ehemaligen 5,5 km langen Güterbahn in Richtung Grütt verlaufen, die 1998 stillgelegt wurde. Durch die Reaktivierung der freigehaltenen Trasse könnten zahlreiche Quartiere und öffentliche Einrichtungen, wie z. B. das Parkschwimmbad, das Grütt, die Messe und auch der geplante Neubau des Kreiskrankenhauses für den schienengebundenen öffentlichen Nahverkehr neu erschlossen werden. Sogenannte Mobilitätsdrehscheiben könnten am Bahnhof Lörrach-Stetten oder am Haltepunkt Lörrach-Haagen/Messe Tram, Bus und S-Bahn verknüpfen und somit für eine Entlastung der bisherigen Verkehrswege führen.
Im Jahr 2018 wurde von der Stadt Lörrach eine Machbarkeitsstudie beschlossen, welche die Frage der Tramverlängerung von Riehen nach Lörrach erörtern soll. Diese Studie wurde, nach breiter Zustimmung des Gemeinderats, im Juli 2021 an ein Münchner Planungsbüro in Auftrag gegeben. Die Kosten der Machbarkeitsstudie in Höhe von voraussichtlich 67.000 Euro werden aus einer Förderung im Rahmen des „Programms Nationale Projekte des Städtebaus“ mitfinanziert.
Bereits im Dezember 2014 wurde die Basler Tramlinie 8 zum Bahnhof Weil verlängert, welche seitdem regelmäßig steigende Fahrgastzahlen vorweisen kann.

### Ergebnisse der Tramstudie 2023
Im Februar 2023 wurden die Ergebnisse der vom Planungsbüro Obermeyer durchgeführten Machbarkeitsstudie und Variantenuntersuchung veröffentlicht.
Von den ursprünglich 12 Auswahlvarianten blieben zum Schluss sieben Trassenvarianten übrig, nachdem eingleisige Trassenführungen durch die Fußgängerzone ausgeschlossen wurden; alle verbliebenen Varianten haben als Startpunkt den Zoll Riehen und als Endpunkt entweder das neue Zentralklinikum Lörrach im Lörracher Ortsteil Brombach mit einer Streckenlänge von bis zu 8,4 km oder den Bereich der Messe (Haagen) als kürzere Variante mit einer Streckenlänge von maximal 5,8 km.
Die Investitionskosten in Infrastruktur wurden je nach Variante mit 148 bis 287 Mio. Euro beziffert. Hinzu kämen Investitionskosten in Fahrzeuge mit einer geschätzten Höhe von bis zu 57 Mio. Euro.